# 移剌敏
移剌敏，契丹族，移剌氏（耶律氏），金朝中期将领。
金世宗时，移剌敏为评事。大定二十一年（1181年），上书谏言设置边堡之事，建议东北及临潢等地迁徙居民逐水草以居，开壕沟地堑以防备边患，加强戍守，被世宗采纳。金章宗时，担任宣徽使。明昌五年（1194年）二月，受命与户部主事赤盏实理哥巡视北部边营屯，经画长久之计。十一月，担任广威将军，充贺宋正旦使。当时因北部蒙古合底斤、山只昆等部侵边地，在明昌六年（1195年），奉左丞相夹谷清臣之命，出任都统，领前队进军合勒河，在栲栳泺（今内蒙古呼伦湖）攻克敌营十四座，获得大胜。